# Griffon fauve de Bretagne
Il griffon fauve de Bretagne è un cane vigoroso e tarchiato con un aspetto rustico, un carattere ruvido come il suo pelo, tenace e testardo alcune volte. 
È un cane di media taglia, alto dai 48 ai 56 cm alla spalla. Perfetto per la caccia alla volpe o alla lepre, questo segugio di taglia media unisce l'abilità al comando. Inoltre è un buon cacciatore anche perché il suo pelo è capace di mimetizzarsi con l'ambiente. 
In famiglia mostra un carattere tenace ma è generalmente un animale socievole che si affeziona facilmente alle persone.